# Forever Marshall Islands
Forever Marshall Islands est l'hymne national des Îles Marshall depuis 1991.

## Historique
En 1979, les îles Marshall signent un accord de libre association avec les États-Unis. À cette date, Ij Yokwe Lok Aelon Eo Ao est adopté comme hymne national, statut qu'il conserve en 1986 lorsque l'accord devient effectif. En 1991, il est remplacé par Forever Marshall Islands.

## Paroles et musique
La musique et le texte ont été créés par Amata Kabua (1928-1996), premier président de la république des Îles Marshall de 1979 à 1996.
Les paroles sont en anglais et en marshallais. Dans la version en anglais et la traduction en français, les mots entre parenthèses sont des équivalents au mot qui les précède en marshallais.

### Enmarshallais
Aelon eo ao ion lometo;

Einwot wut ko loti ion dren elae;

Kin meram in Mekar jen ijo ilan;

Erreo an romak ioir kin meram in mour;

Eltan pein Anij eweleo im woj;

Kejolit kij kin ijin jikir emol;

Ijjamin Ilok jen in ao lemoran;

Anij an ro jemem wonakke im kejrammon Aelin kein am.

### En anglais
My island (heart) lies o'er the ocean;

Like a wreath of flowers upon the sea;

With a (the) light of Maker from far above;

Shining the with the brilliance of rays of life;

Our Father's wondrous creation;

Bequeathed to us, our Motherland;

I'll never leave my dear home sweet home;

God of our forefathers protect and bless forever Marshall Islands.

### Traduction en français
Mon île (cœur) s'allonge au-dessus de l'océan

Comme une couronne de fleurs sur la mer

Avec une (la) lumière du Créateur venant de très loin au-dessus

Qui l'éclaire avec la brillance des rayons de vie

La plus belle création de notre Seigneur

Lègue-nous, notre Mère-patrie

Je ne quitterais jamais ma chère et douce maison

Dieu de nos ancêtres, protège et bénis pour toujours les Îles Marshall